# Hymenophyllum kerianum
Hymenophyllum kerianum är en hinnbräkenväxtart som beskrevs av Watts. Hymenophyllum kerianum ingår i släktet Hymenophyllum och familjen Hymenophyllaceae. Inga underarter finns listade.